# Lechenaultia subcymosa
Lechenaultia subcymosa är en tvåhjärtbladig växtart som beskrevs av Charles Austin Gardner och George. Lechenaultia subcymosa ingår i släktet Lechenaultia och familjen Goodeniaceae. Inga underarter finns listade i Catalogue of Life.